# Westmont (Pensilvania)
Westmont es un borough ubicado en el condado de Cambria en el estado estadounidense de Pensilvania. En el año 2000 tenía una población de 5,523 habitantes y una densidad poblacional de 900 personas por km².

## Geografía
Westmont se encuentra ubicado en las coordenadas 40°19′7″N 78°56′56″O / 40.31861, -78.94889.

## Demografía
Según la Oficina del Censo en 2000 los ingresos medios por hogar en la localidad eran de $53,580 y los ingresos medios por familia eran $64,185. Los hombres tenían unos ingresos medios de $47,477 frente a los $32,111 para las mujeres. La renta per cápita para la localidad era de $30,868. Alrededor del 3.8% de la población estaba por debajo del umbral de pobreza.